# Wandermuttergottes
Die Wandermuttergottes ist eine Form der Marienverehrung, die vor allem im alpenländischen Raum vorkommt. Dieser Brauch ist vielerorts auch als Frautragen bzw. Frauentragen, Fraubeten oder Frauenbeten bekannt. Weitere Synonyme sind Wandermadonna und Muttergottestragen. Regional ist es Brauch, dass vor allem in der Adventszeit, mitunter aber auch das ganze Jahr hindurch, eine Marienikone oder -statue durch die Pfarrei „wandert“ und dabei im Unterschied zur Herbergssuche, als sich nur in einem Stall für die Heilige Familie Platz fand, von einzelnen Familien aufgenommen wird. Diese Form der Verehrung ist auf verschiedene Begebenheiten im Leben Mariens zurückzuführen, etwa die Heimsuchung, die Herbergssuche und die Flucht nach Ägypten. 
Oft laden die Aufnehmenden andere Familien zum gemeinsamen Gebet (etwa des Rosenkranzes) ein. Dies will zum Ausdruck bringen, dass Maria auch heute ständig unterwegs ist, um den Heiland und Erlöser zu den Menschen zu bringen. Mittlerweile hat dieser Brauch mancherorts auch in die Vorbereitung der Erstkommunion und Firmung Eingang gefunden. Besonders die Legion Mariens hat sich diese Form der Marienverehrung zu eigen gemacht.
Besondere Bedeutung als Wandermuttergottes erlangte eine Darstellung der Magna Mater Austriae von Mariazell, da sie seit 1947 in Österreich und Kroatien länderübergreifend verwendet wird. Die in Österreich mit über 4000 Exemplaren am weitesten verbreitete Wandermuttergottes ist eine Darstellung der Rosa mystica.